# Cratere Faina
Faina  è un cratere sulla superficie di Venere.